# 利亞梅林區
利亞梅林區（西班牙語：Distrito de Llamellín），是秘魯的一個區，位於該國北部安卡什大區的安東尼奧雷蒙迪省，面積90.82平方公里，海拔高度3,384米，2005年人口3,847，人口密度為每平方公里42人。